# Ironheart (phim truyền hình)
Ironheart (tạm dịch tiếng Việt: Nữ người sắt) là một bộ phim truyền hình ngắn tập Mỹ do Chinaka Hodge tạo ra cho dịch vụ phát trực tuyến Disney+, dựa trên nhân vật cùng tên theo ấn phẩm trên truyện tranh. Đây dự định là loạt phim truyền hình thuộc Vũ trụ Điện ảnh Marvel (MCU) do Marvel Studios sản xuất, chia sẻ tính liên tục với các phim của loạt phim này. Hodge đảm nhận vai trò biên kịch. Bộ phim cũng được sản xuất bởi Proximity Media và 20th Television.
Dominique Thorne trong vai Riri Williams / Ironheart là nhân vật chính của bộ phim. Phim được công bố vào tháng 12 năm 2020, cùng với sự tham gia của Thorne. Hodge được chọn làm biên kịch vào tháng 4 năm 2021, với dàn diễn viên bổ sung được lộ diện vào tháng 2 năm 2022. Sam Bailey và Angela Barnes tham gia đạo diễn vào tháng 4 năm 2022. Quá trình quay phim bắt đầu tại Trilith Studios ở Atlanta, Georgia vào đầu tháng 6 năm 2022 và cũng sẽ diễn ra ở Chicago tới giữa tháng 10 năm 2022.
Ironheart sẽ bao gồm sáu tập. Phim sẽ là một phần của Giai đoạn 4 thuộc MCU.

## Diễn viên và nhân vật
- Dominique Thorne trong vai Riri Williams / Ironheart: Một nhà phát minh tài giỏi, cô đã tạo ra một bộ giáp sánh ngang với bộ giáp của Tony Stark / Người Sắt trong Chiến binh Báo Đen: Wakanda bất diệt.[1]

Ngoài ra, Anthony Ramos, Harper Anthony, và Manny Montana đã được chọn vào các vai chưa được tiết lộ, với Lyric Ross được chọn vào vai bạn thân của Williams.

## Các tập phim
Bộ phim sẽ bao gồm sáu tập, với Sam Bailey đạo diễn cho ba tập đầu và Angela Barnes đạo diễn ba tập cuối.

## Sản xuất

### Phát triển
Một bộ phim dựa trên nhân vật Riri Williams / Ironheart của Marvel Comics có kịch bản được viết bởi Jada Rodriguez vào tháng 7 năm 2018, khi nó được liệt kê trong Danh sách đen mặc dù điều này không thành hiện thực. Vào tháng 12 năm 2020, Chủ tịch Marvel Studios Kevin Feige công bố loạt phim truyền hình Disney+ Ironheart. Vào tháng 4 năm 2021, Chinaka Hodge được thuê làm biên kịch chính của bộ truyện. Vào tháng 3 năm 2022, nam diễn viên của loạt phim Anthony Ramos tiết lộ rằng Ryan Coogler , giám đốc của Black Panther: Chiến binh Báo Đen (2018) và phần tiếp theo là Chiến binh Báo Đen: Wakanda bất diệt (2022), đã tham gia sản xuất; Diễn viên Dominique Thorne lần đầu tiên xuất hiện với vai Riri Williams / Ironheart trong Wakanda bất diệt, và công ty sản xuất Proximity Media của Coogler đã được thiết lập để hợp tác cùng Marvel Studios trong một số bộ phim Disney+ như một phần của thỏa thuận truyền hình với Walt Disney Television. Vào tháng 4, Coogler's Proximity Media đã được xác nhận là sẽ sản xuất loạt phim, khi Sam Bailey và Angela Barnes tham gia trực tiếp ba tập của loạt phim. Vào tháng 6, 20th Television được tiết lộ cũng sẽ sản xuất loạt phim này. Ironheart sẽ bao gồm sáu tập. Các nhà sản xuất điều hành của loạt phim bao gồm Marvel Studios 'Feige, Louis D'Esposito, Victoria Alonso, Brad Winderbaum và Zoie Nagelhout, Coogler của Proximity Media, Zinzi Coogler, Sev Ohanian và Hodge.

### Viết kịch bản
Các biên kịch của bộ truyện được ấn định bắt đầu vào tháng 5 năm 2021.

### Tuyển diễn viên
Dominique Thorne được tiết lộ là đã được chọn vào vai Riri Williams / Ironheart với thông báo của loạt phim, sau khi Marvel Studios đề nghị cô đóng vai mà không cần thử vai. Vào tháng 2 năm 2022, Anthony Ramos tham gia loạt phim với "vai trò quan trọng" không được tiết lộ, được cho là nhân vật phản diện chính của loạt phim. Deadline Hollywood báo cáo rằng vai trò này sẽ mở rộng sang các dự án MCU khác, tương tự như cách Jonathan Majors xuất hiện với vai He Who Remain vẫn ở lại trong phần đầu tiên của Loki (2021) trước khi xuất hiện với vai Kang the Conqueror trong Người Kiến và Chiến binh Ong: Thế giới Lượng tử (2023). Cuối tháng đó, Lyric Ross được chọn vào vai bạn thân nhất của Williams. Đến tháng 4, diễn viên mới Harper Anthony tham gia với vai trò chưa được tiết lộ, và Manny Montana tham gia với vai chưa được tiết lộ vào tháng 6.

### Quay phim
Quá trình quay phim cho loạt phim này được thực hiện ở Chicago vào cuối tháng 5 năm 2022, để chụp các bức ảnh chụp tấm và các bức ảnh thiết lập bên ngoài. Việc chụp ảnh chính đã bắt đầu vào ngày 2 tháng 6, tại Trilith Studios ở Atlanta, Georgia, với tựa đề Wise Guy, và sự chỉ đạo của Bailey và Barnes. Việc quay phim cũng sẽ diễn ra tại Chicago, và dự kiến sẽ kéo dài đến ngày 21 tháng 10.

## Phát hành
Ironheart dự kiến sẽ được phát hành trên Disney+, bao gồm 6 tập. Phim sẽ thuộc Giai đoạn 5 của MCU.